# София Доротея фон Вюртемберг-Нойенщат
София Доротея фон Вюртемберг-Нойенщат (на немски: Sophie Dorothea von Württemberg-Neuenstadt; * 26 септември 1658 във Волфенбютел; † 23 юли 1681 в Гедерн) е херцогиня от Вюртемберг-Нойенщат и чрез женитба графиня на Щолберг-Гедерн.
Тя е дъщеря на херцог Фридрих фон Вюртемберг-Нойенщат (1615 – 1682) и съпругата му Клара Августа фон Брауншвайг-Волфенбютел (1632 – 1700), дъщеря на херцог Август II фон Брауншвайг-Волфенбютел и втората му съпруга Доротея фон Анхалт-Цербст.

## Фамилия
София Доротея се омъжва на 26 септември 1680 г. в Нойенщайн ам Кохер за граф Лудвиг Христиан фон Щолберг-Гедерн (1652 – 1710). Те имат един син роден и умрял 1681 г. 
Тя умира на 23 юли 1681 г. в Гедерн и е погребана там.